# Korea Foundation
La Korea Foundation (en hangul, 한국국제교류재단; en hanja, 韓國國際交流財團) es una organización sin ánimo de lucro establecida en 1991 para promover una mejor comprensión de Corea y fortalecer las relaciones de amistad en la comunidad internacional. La fundación lleva a cabo varios proyectos de intercambio entre Corea del Sur y países extranjeros para cultivar un entendimiento mutuo.

## Organización
La Korea Foundation está afiliada con el Ministerio de Relaciones Exteriores de Corea, que supervisa a otras 3 organizaciones – la Korea Foundation, la Overseas Korean Foundation (OKF), y la Korea International Cooperation Agency (KOICA). Las tres se dedican al avance de las relaciones diplomáticas de Corea con el resto del mundo. La Korea Foundation tiene actualmente 4 agencias, en las que trabajan alrededor de 120 personas distribuidas en 13 departamentos. Su sede y el Centro Global KF están situadas en Seúl. Además, la fundación mantiene 7 oficinas en el extranjero en 3 continentes, que incluyen Pekín, Berlín, Tokio, Moscú, Washington D. C., Los Ángeles y Hanói.